# Dear Friends IV
『Dear Friends IV』（ディア・フレンズ フォー）は、岩崎宏美のカバー・アルバム。 2008年10月22日発売。発売元はインペリアルレコード。規格品番TECI-1232

## 解説
歌手・岩崎宏美の「Dear Friends」シリーズ第4弾となる、約2年ぶりのカバー・アルバム。本シリーズ恒例の、岩崎良美との姉妹デュエットは本作品でも収録されている。
多くの歌手にカバーされているスタンダード・ナンバー「夢で逢えたら」「上を向いて歩こう」が収録された。ほか、中島みゆきのカバーは、『Dear Friends』（2003年3月21日）の「時代」・『Dear Friends II』（2003年11月26日）の「恋文」に続き、3曲目となった。なお2005年3月24日には、初めて中島みゆきから提供を受けたオリジナル楽曲「ただ・愛のためにだけ」をシングルリリースしている。
なお、「夢で逢えたら」はビクター所属だった1981年に発売したアルバムの『すみれ色の涙から…』に萩田光雄編曲で収録されており、本作でのカバーは2度目である。
本アルバムは「思秋期」を除いて他アーティストのカバー集であるが、前年の9月には、自身のオリジナル楽曲をチェコ・フィルハーモニー管弦楽団の演奏でセルフカバーした『PRAHA』（2007年9月27日）というアルバムが発表された。本アルバム収録の「思秋期」は、再度プラハを訪れてドヴォルザーク・ホールで新録音されたバージョンで、『PRAHA』収録のものとアレンジは同一であるが、テンポはずっと遅くなっている。

## 収録曲
1. 明日
  - 作詞: 松井五郎、作曲: Andre Fagnon、編曲: 青柳誠
2. 糸
  - 作詞・作曲: 中島みゆき、編曲: 千住明
3. 夢で逢えたら
  - 作詞・作曲: 大瀧詠一、編曲: 古川昌義
4. 別れの予感
  - 作詞: 荒木とよひさ、作曲: 三木たかし、編曲: 岩本正樹
5. 上を向いて歩こう
  - 作詞: 永六輔、作曲: 中村八大、編曲: 古川昌義
6. 千の風になって
  - 訳詩・作曲: 新井満、編曲: 青柳誠
  - 原詩: 「Do not stand at my grave and weep」（作者不詳[3]）
7. 飾りじゃないのよ涙は
  - 作詞・作曲: 井上陽水、編曲: 古川昌義
8. 会いたい
  - 作詞: 沢ちひろ、作曲: 財津和夫、編曲: 古川昌義
9. フィーリング
  - 作詞・作曲: Morris Albert、日本語詞: なかにし礼、編曲: 古川ヒロシ
10. PRIDE
  - 作詞・作曲: 布袋寅泰、編曲: 古川昌義
11. 人生の贈り物〜他に望むものはない〜
  - 作詞・作曲: さだまさし、編曲: 千住明
12. 思秋期 （ボーナス・トラック）
  - 作詞: 阿久悠、作曲: 三木たかし、編曲: 野見祐二

## ゲスト
- フィーリング - ヴォーカル: 大野真澄
- 夢で逢えたら - ヴォーカル: 岩崎良美

## 原曲
- 明日 - 平原綾香の2004年の楽曲。CX系ドラマ『優しい時間』挿入歌となり、翌年リニューアルリリース。
- 糸 - 中島みゆきの1992年の楽曲。TBS系ドラマ『聖者の行進』主題歌になり、1998年にシングルカット。
- 夢で逢えたら - 吉田美奈子の1976年の楽曲。『FLAPPER』収録曲。カバーされる機会の多いスタンダード。
- 別れの予感 - テレサ・テンの1987年の楽曲。中森明菜もカバーしている（『-ZEROalbum- 歌姫2』収録）。
- 上を向いて歩こう - 坂本九の1961年の楽曲。NHK『夢であいましょう』から生まれたワールド・ワイドな曲。
- 千の風になって - 新井満の2001年の楽曲。秋川雅史版はオリコン1位となった。
- 飾りじゃないのよ涙は - 中森明菜の1984年の楽曲。井上陽水がセルフカバーをしている。
- 会いたい - 沢田知可子の1990年の楽曲。沢田は本楽曲で、第42回紅白に出演した。
- フィーリング - モーリス・アルバートの1977年の楽曲。ハイ・ファイ・セットのカバーは、同年の年間セールス第10位。
- PRIDE - 今井美樹の1996年の楽曲。CX系ドラマ『ドク』主題歌。第57回紅白で歌われた。
- 人生の贈り物〜他に望むものはない〜 - さだまさしの2004年の楽曲。
- 思秋期 - 岩崎自身の1977年の楽曲。プラハで録音された音源で、ボーナス・トラックとして収録。